# Radioåret 1925

## Händelser

### Januari
- Januari
  - Oslo Kringkastingsstasjon i Norge tas i drift, och inleder väderprognoser på försök [1].
  - En privat rundradiostation startar i Karlstad och är i drift till 1931.
- 1 januari - Med Sven Jerring som hallåman börjar AB Radiotjänst regelbundna utsändningar [2] från Telegrafverkets studio på Malmskillnadsgatan 24 i Stockholm. Första programmet är en gudstjänst [3].

### April
- 1 april - I Danmark grundas Danmarks Radio som Statsradiofonien. Man sänder tre timmar varje dag från telegrafstationen på Købmagergade i Köpenhamn.

### Maj
- 16 maj - Oslo Kringkastingsstasjon i Norge inleder två dagliga väderprognoser [1].

### November
- 1 november - Den första tyska direktsändningen av en fotbollsmatch genomförs. Vid mikrofonen sitter sportrepportern Bernhard Ernst.[4]
- 28 november - Radioprogrammet Grand Ole Opry premiärsänds från Nashville, Tennessee i USA.

### December
- 31 december - Under AB Radiotjänsts första verksamhetsår har 126 000 radiolicenser à 12 kronor (alltså sammanlagt 1 512 000 kronor) lösts [2].

### Okänt datum
- Under året startas 14 privata rundradiostationer i Sverige. Tidigare fanns bland annat radiostationer i Jönköping, Falun och Borås.

## Radioprogram

### Sveriges Radio
- 1 januari
  - 10.55 - Högmässa från Jakobs kyrka.
  - 12.55 - Tidssignal
  - 15.00–16.45 - Festkonsert med anledning av Radiotjänsts övertagande av rundradioverksamheten.
  - 18.00–19.00 - Gudstjänst från Immanuelskyrkan.
  - 20.00–21.30 - August Strindbergs Till Damaskus, dramatisk uppläsning av August Falk och Manda Björling-Falk.
  - 22.30 - Dagsnyheter från TT, väderleksöversikt.
- 2 januari - Konsert av Charles Barkel, Marianne Mörner och Märta af Klintberg.
- 4 januari - Konsert, Beethovens Vårsonat framförd av Moses Pergament och Hilding Rosenberg (Sponsrades av Svenska Dagbladet)
- 6 januari - Första akten ur Mozarts Enleveringen ur seraljen är den första svenska operasändningen.
- 11 januari
  - Ärkebiskop Nathan Söderblom håller föredrag om det ekumeniska mötet i Sverige 1925.
  - Den första radioteaterföreställningen var Brita von Horns pjäs Kungens amour och sändes 11 januari 1925.
- 12 januari - Wilhelm Wernstedt håller det första svenska radioföredraget, om barnavård.
- 14 januari - Premiär för Barnens brevlåda.
- 11 februari - Prins Wilhelm håller föredrag.
- 16 februari - Radiotjänsts orkester inleder sin verksamhet, bestående av sju man under ledning av Charles Barkel.
- 22 februari - SM-finalen i Bandy sändes som första sportreportaget i radio.
- 1 mars - Hjalmar Brantings begravning skildras kl. 19-20 av Nils Holmberg och Sven Jerring, som själva hade närvarat under begravningen på eftermiddagen, det första allmänna reportaget i svensk radio
- 8 mars - Vasaloppet sänds för första gången i radio.
- 9 april - Ernst Rolfs revy sänds från Casinoteatern i Oslo.
- 28 april - Ivan Bratt håller föredrag "Om spritsmuggling och vad som kan göras däremot".
- 6 maj - Program av Riksföreningen för svenskhetens bevarande i utlandet.
- 5 juli - Roald Amundsens återkomst från första polarflygningen återutsänds från Oslo.
- 19 augusti - Gudstjänst från invigningen av ekumeniska mötet.
- 7 september - John Kjederqvist håller den första radiolektionen i engelska.
- 2 oktober - Efraim Alexander debuterar, Farbror Svens låtsaskompis i Barnens brevlåda.
- 21 november - Gripsholms avseglar från Göteborg på sin jungfrufärd.
- 28 november - Arosmässan i Västerås.
- 8 december - Konsert med anledning av Jean Sibelius 60-årsdag.

## Födda
- 11 februari - Leif "Smoke Rings" Anderson, programledare för Smoke Rings, 1960-1999
- 12 september - Bengt Feldreich, radiojournalist vid Sveriges Radio från 1950.

### Fotnoter
1. 1 2  MET Arkiverad 21 juni 2011 hämtat från the Wayback Machine.
2. 1 2  20:e århundrades När Var Hur - 1925, Bernt Himmelstedt, Forum, 1999
3. ↑  Hundra år i Sverige - 1925, Hans Dahlberg, Albert Bonniers, 1999
4. ↑  „Der Mann, der den Fußball-Funk brachte“, Einestages (läst 23 december 2008)